# Rallye Sanremo 1979
Le Rallye Sanremo 1979 (21. Rallye San Remo), disputé du 1er au 7 octobre 1979, est la soixante-douzième manche du championnat du monde des rallyes (WRC) courue depuis 1973, et la neuvième manche du championnat du monde des rallyes 1979.

## Contexte avant la course

### Le championnat du monde
Ayant succédé en 1973 au championnat international des marques (en vigueur de 1970 à 1972), le championnat du monde des rallyes s'appuie sur les plus célèbres épreuves routières internationales, telles le Rallye Monte-Carlo, le Safari ou le RAC Rally. Parallèlement au championnat des constructeurs, la Commission Sportive Internationale (CSI) a cette année introduit un championnat des pilotes qui remplace la controversée Coupe des conducteurs qui incluait aussi des épreuves de second plan. Le calendrier 1979 comprend douze manches (dont huit européennes), réservées aux voitures des catégories suivantes :
- Groupe 1 : voitures de tourisme de série
- Groupe 2 : voitures de tourisme spéciales
- Groupe 3 : voitures de grand tourisme de série
- Groupe 4 : voitures de grand tourisme spéciales

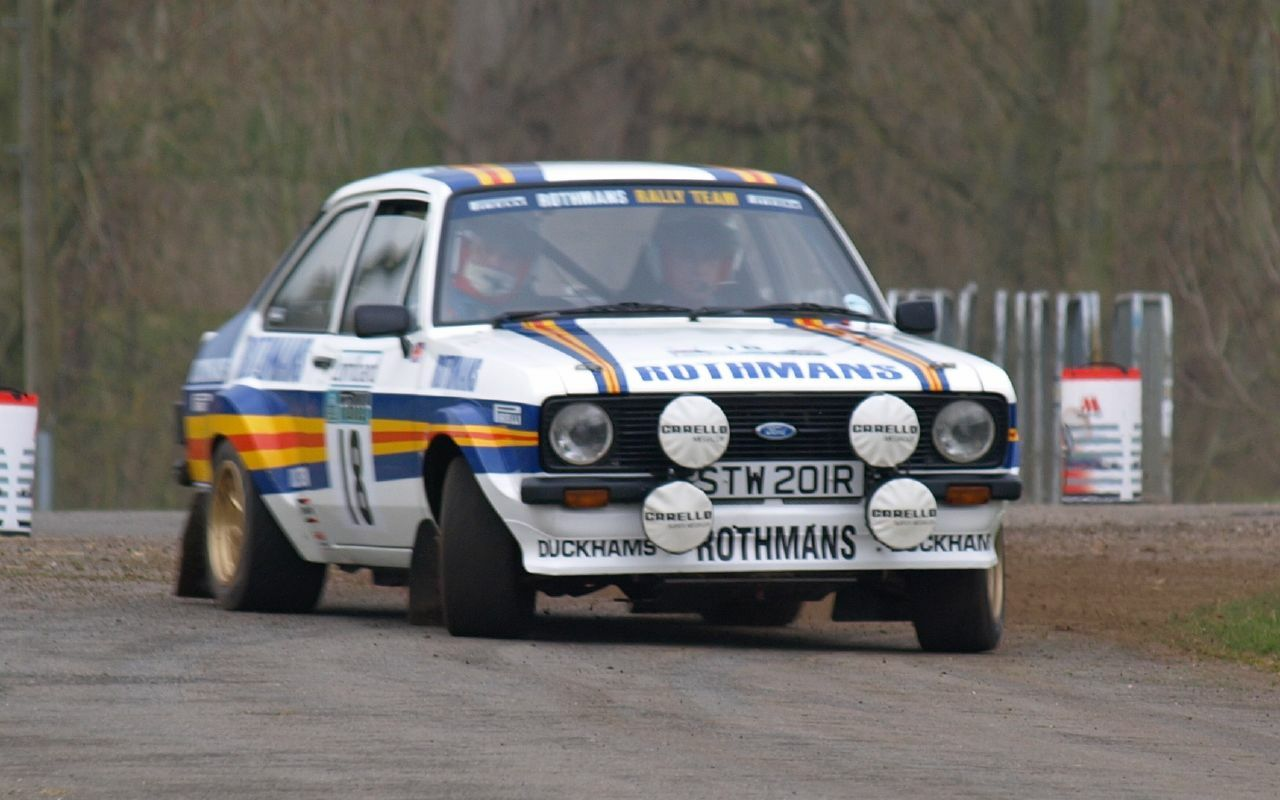
Pratiquement assuré du titre, Ford a renoncé à sa participation officielle au Sanremo.

Fiat ayant considérablement réduit son programme sportif et renoncé à défendre son titre mondial, Ford a rencontré une opposition limitée cette saison, Datsun, seul autre constructeur régulièrement engagé, s’appuyant sur des modèles groupe 2 nettement moins puissants que les Escort RS groupe 4. À quatre manches de la fin, comptant quatre victoires et trois secondes places alors que seuls les sept meilleurs résultats sont retenus pour le classement, Ford, proche du score maximal possible, ne peut raisonnablement être inquiété et a annulé sa participation au rallye Sanremo. L'épreuve italienne, que Fiat va tenter d'inscrire une nouvelle fois à son palmarès, n'aura donc qu'une incidence minime sur l'issue du championnat des constructeurs, ni sur celui des pilotes, le forfait de Ford entraînant celui des deux favoris Björn Waldegård et Hannu Mikkola.

### L'épreuve
Si la première édition eut lieu en 1928, l’épreuve italienne ne fut régulièrement disputée qu’à partir de 1961. L’appellation « Rally dei Fiori » fut remplacée en 1968 par celle de « Rally Sanremo ». Jusqu’en 1976, le parcours alternait goudron et terre. Les éditions 1977 et 1978, entièrement disputées sur asphalte, se révélèrent moins sélectives et conséquemment moins attractives. Menacés de voir leur rallye exclu du championnat du monde, les organisateurs ont rétabli le parcours mixte, et augmenté distance et durée en étendant l’itinéraire jusque Saint-Marin. Les Lancia Stratos y ont dominé ces dernières  années, victorieuses à quatre reprises entre 1974 et 1978.

## Le parcours
- départ : 1er octobre 1979 de San Remo
- arrivée : 6 octobre 1979 à San Remo
- remise des prix : 7 octobre 1979 à San Remo

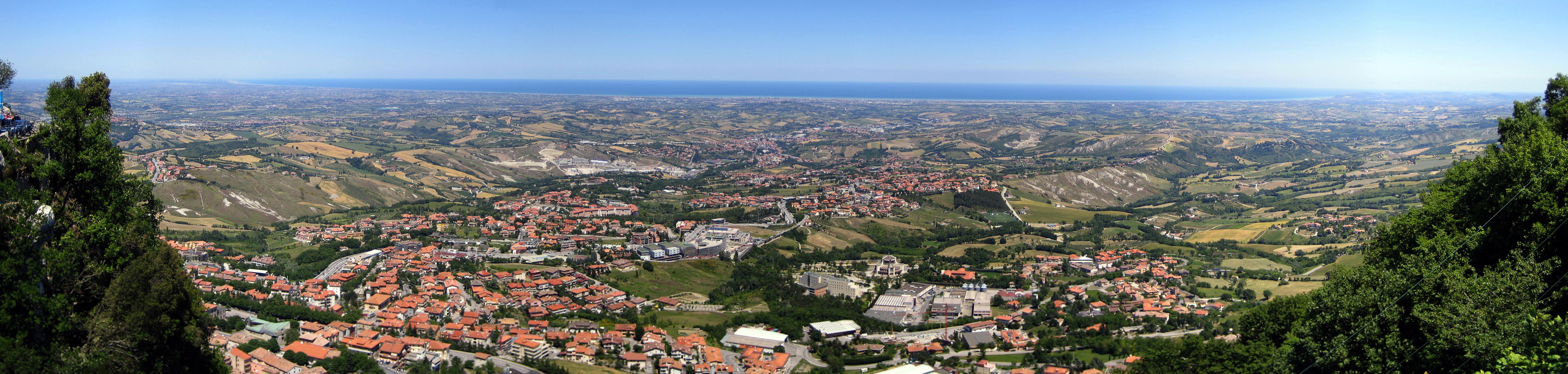
Saint-Marin, nouvelle ville-étape du rallye Sanremo.

- distance : 3353 km dont 962 km sur 66 épreuves spéciales (74 épreuves initialement prévues, pour un total de 1078,85 km chronométrés)
- surface : asphalte (environ 40%) & terre (environ 60%)
- Parcours divisé en quatre étapes[4]

### Première étape
- San Remo - Saint-Marin, du 1er au 2 octobre
- distance : 450,95 km prévus sur 39 épreuves spéciales (16 sur asphalte et 23 sur terre), dont 38 disputées et 37 comptabilisées

### Deuxième étape
- Saint-Marin - Saint-Marin, le 3 octobre
- distance : 191,40 km sur 10 épreuves spéciales (terre)

### Troisième étape
- Saint-Marin - San Remo, du 4 au 5 octobre
- distance : 229,75 km prévus sur 16 épreuves spéciales (8 sur asphalte et 8 sur terre), dont 10 disputées (6 spéciales sur terre annulées)

### Quatrième étape
- San Remo - San Remo, du 5 au 6 octobre
- distance : 206,70 km sur 9 épreuves spéciales (asphalte[5])

## Les forces en présence
- Fiat

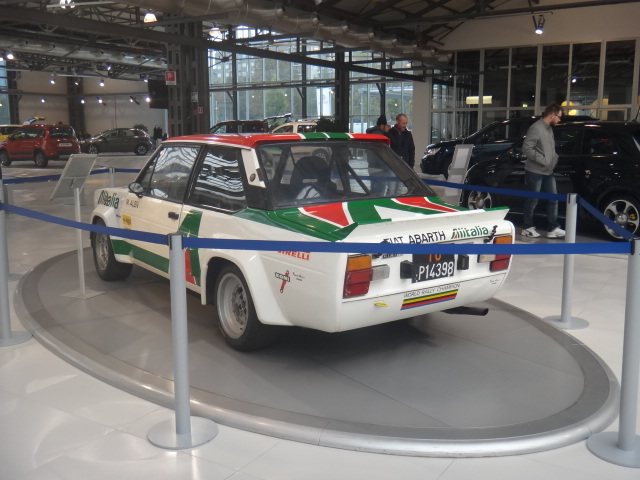
Les Fiat 131 Abarth, parmi les favorites sur leurs terres.

Soucieux de briller sur ses terres, le grand constructeur turinois a soigné la préparation du Sanremo et, après quinze jours de reconnaissance, aligne quatre voitures officielles, aux couleurs Alitalia : trois 131 Abarth groupe 4 (1000 kg, moteur deux litres seize soupapes à injection Kugelfischer développant 235 chevaux à 7200 tr/min) pour Markku Alén, Walter Röhrl et Attilio Bettega, ainsi qu'une Fiat Ritmo groupe 2 (840 kg, moteur 1500 cm3 huit soupapes à injection Kugelfischer développant 165 chevaux à 7600 tr/min) pour Vanni Fusaro. Toutes sont équipées de pneus Pirelli (P7 pour asphalte et M+S pour la terre). En outre, les montures d'Alén et Röhrl disposent de suspensions adaptables, pouvant recevoir les amortisseurs courts pour les secteurs sur asphalte et les longs pour les parties sur terre. De son côté, l'équipe du Jolly Club a engagé une 131 Abarth groupe 4 pour Adartico Vudafieri, un des principaux animateurs du championnat d'Italie.
- Lancia

La Scuderia Lancia a mis fin à son programme rallye depuis un an, mais la marque est toujours remarquablement représentée par les structures privées. Principal adversaire de Vudafieri pour le titre national, 'Tony' pilote la Stratos HF groupe 4 du Jolly Club. Forte des 275 chevaux de son moteur V6 placé en position centrale arrière, cette voiture de 970 kg constitue une sérieuse menace pour l'équipe officielle Fiat. Tony utilise des pneus Michelin. Parmi les autres Stratos présentes, on retient la présence de celle engagée par l'écurie Grifone, chaussée de pneus Pirelli, confiée à l'espoir italien Fabrizio Tabaton.
- Datsun

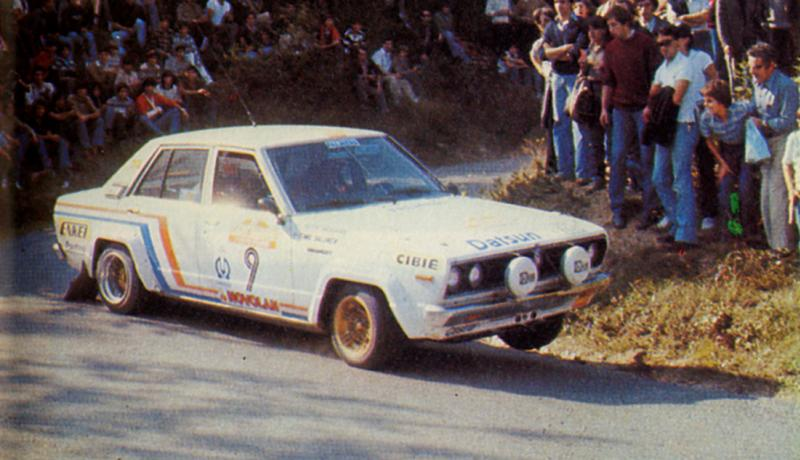
La Datsun 160J de Timo Salonen fait ses débuts sur asphalte.

La marque japonaise a encore une petite chance de pouvoir décrocher le titre constructeurs, aussi son directeur sportif Andy Dawson a-t-il rajouté la manche italienne à son agenda, alignant une berline 160J PA10 groupe 2 pour Timo Salonen. Cette voiture de 965 kg s'avère généralement très à l'aise sur piste, mais les tronçons sur goudron seront une première pour elle. En raison de la longueur de l'épreuve, le moteur quatre cylindres a été légèrement dégonflé (puissance réduite de 200 à 190 chevaux), au profit d'une meilleure fiabilité. La Datsun est équipée de pneus Dunlop et, comme les Fiat d'Alén et Röhrl, dispose de suspensions adaptables.
- Talbot

La marque fait débuter en championnat sa Sunbeam Lotus, homologuée en groupe 4 en attendant le nombre d'exemplaires nécessaire pour une homologation en groupe 2. Ce modèle d'environ une tonne dispose d'un moteur quatre cylindres de 2217 cm3 dérivé de celui équipant les Lotus Elite. Alimenté par deux carburateurs double-corps et bénéficiant d'une distribution à seize soupapes, il développe pour l'heure 220 chevaux, le constructeur attendant 240 à 250 chevaux de ses prochaines évolutions. Deux voitures ont été engagées pour Jean-Pierre Nicolas (conduite à gauche, pneus Michelin) et Tony Pond (conduite à droite, pneus Dunlop).
- Triumph

La marque britannique a engagé deux Triumph TR7 V8 groupe 4 pour Per Eklund et Simo Lampinen. Ces voitures pèsent environ 1150 kg et sont équipées d'un moteur V8 de 3500 cm3. La version à injection, essayée au rallye des 1000 lacs, n'ayant pas donné satisfaction, l'équipe n'utilise plus que les versions à deux carburateurs double corps (285 chevaux à 7500 tr/min). Les Triumph utilisent des pneus Dunlop.
- Vauxhall

Le Dealer Team Vauxhall Belgique a engagé une Chevette HSR groupe 4 pour son pilote Jean-Louis Dumont. La voiture est neuve, Dumont disposant pour la première fois d'une version conduite à gauche. Pesant un peu plus d'une tonne, la Chevette HSR est équipée d'un moteur quatre cylindres de 2300 cm3 à double arbre à cames en tête, alimenté par injection, développant environ 230 chevaux.
- Ford

Le constructeur avait initialement engagé deux Escort RS1800 groupe 4 (1000 kg, près de 270 chevaux) pour Bjorn Waldegard et Hannu Mikkola, mais le dernier succès au Québec ayant pratiquement assuré le titre 1979, l'équipe a fait l'économie du déplacement sur un terrain généralement chasse gardée des Fiat et des Lancia. Grâce à l'engagement privé d'Angelo Presotto sur une Escort RS2000 de série, la marque peut néanmoins viser la victoire en groupe 1.  
- Opel

Grâce aux nombreux engagements privés, la marque allemande est largement présente dans les groupes 1 et 2. Parmi les équipages les plus en vue, on note la présence de deux Ascona SR groupe 2 préparées par Conrero, aux mains de Maurizio Verini et de Dario Cerrato, équipées d'un moteur deux litres alimenté par carburateurs, d'une puissance frisant les 200 chevaux. Disposant d'une Kadett GT/E de série, Antonio Tognana est l’un des principaux adversaires de Presotto en groupe 1.
- Porsche

Les quatre Porsche 911 engagées, toutes aux mains de pilotes locaux indépendants (Pasutti, Torchio, Sassone  et Ontano) sont les seules représentantes du groupe 3.

## Déroulement de la course

### Première étape
Les concurrents partent de San Remo le lundi matin, pour une longue étape de trente-six heures les conduisant à Saint-Marin. La première partie du parcours se déroule sur asphalte, et Fabrizio Tabaton se met en évidence en remportant la première épreuve spéciale au volant de la Lancia Stratos de l'écurie Grifone, devançant de quelques secondes les trois Fiat officielles de Walter Röhrl, Attilio Bettega et Markku Alén. Dans le secteur suivant, c'est cette fois la Stratos du Jolly Club, pilotée par 'Tony', qui est la plus rapide et prend la tête. Les puissantes Lancia sont visiblement plus rapides sur les routes bitumées, et Tony se construit rapidement une marge d'une trentaine de secondes sur Röhrl et Bettega, alors que Tabaton est sorti de la route dans le secteur de Carpasio. Alén, quatrième, a quant à lui été légèrement retardé par des problèmes de freins. Soucieux de ne pas se faire trop distancer avant d'aborder les tronçons sur terre, Röhrl accélère la cadence et stabilise l'écart sur la Lancia de tête, avant de porter une première estocade dans la spéciale de Plodio, où il reprend une quinzaine de secondes à son adversaire. Mais celui-ci réagit aussitôt et remporte les huit autres spéciales goudronnées, prenant deux minutes d'avance sur Röhrl et Bettega qui ont échangé leurs positions à plusieurs reprises. Un moment sixième au volant de la nouvelle Talbot Sunbeam Lotus, Jean-Pierre Nicolas a été ralenti par des problèmes d'allumage et a perdu plus de dix minutes. C'est désormais son coéquipier Tony Pond qui occupe la sixième place, juste derrière l'Opel de Maurizio Verini, qui domine le groupe 2.

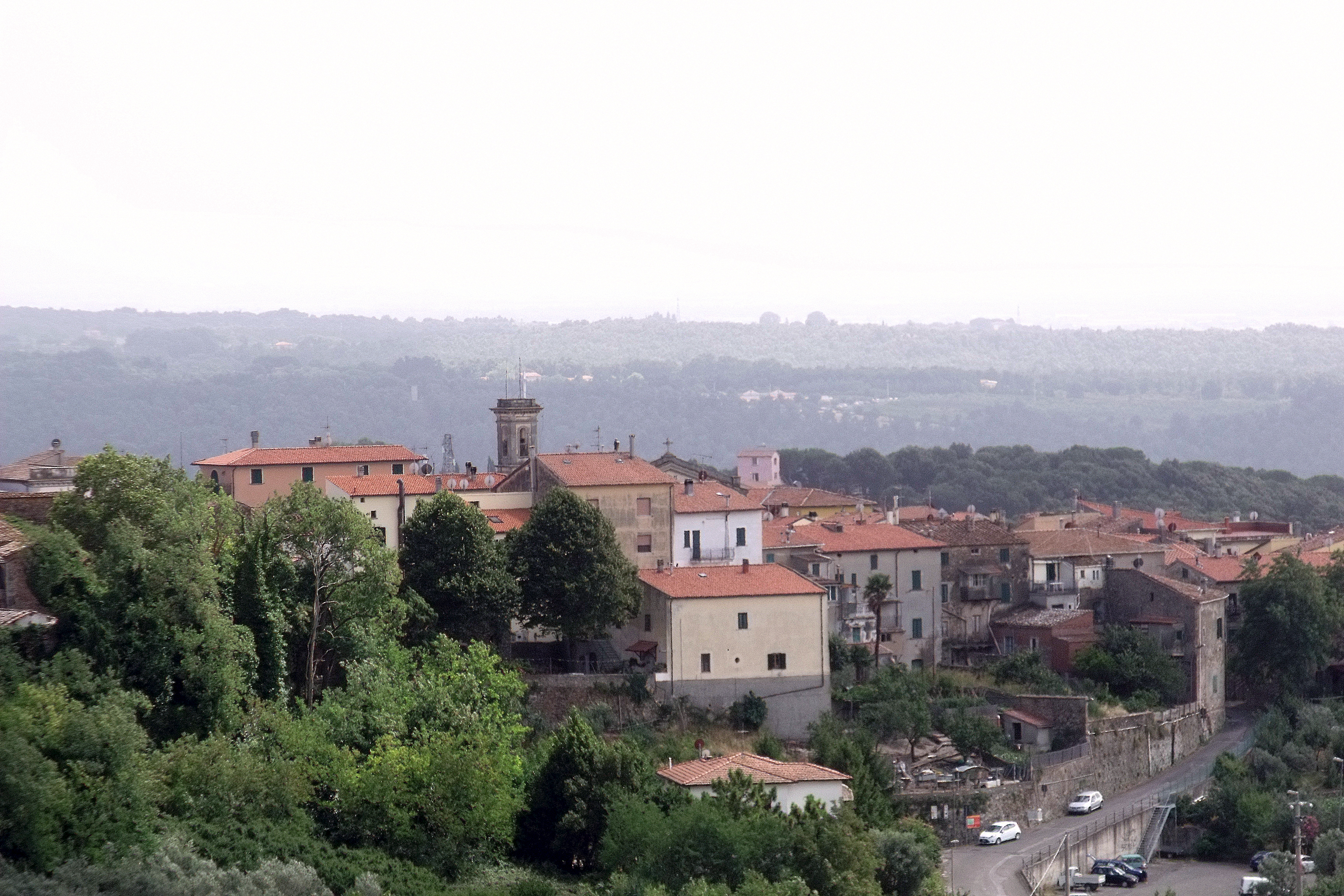
Les erreurs de chronométrage lors de l'épreuve spéciale de Riparbella vont provisoirement perturber le déroulement de la course.

Les épreuves sur terre ne changent pas la physionomie de la course, Tony continuant à imposer son rythme. Alén a perdu du temps à cause tout d'abord d'un échappement cassé, ensuite de problèmes de boîte de vitesses ; le remplacement de celle-ci va lui coûter seize minutes de pénalisation routière et tout espoir de bien figurer. C'est désormais Verini qui occupe la quatrième place, derrière Tony, Röhrl et Bettega. Très performant sur les pistes, Salonen effectue une belle remontée jusqu'à la cinquième place. Il réalise même le meilleur temps dans le secteur de Riparbella, où Tony est victime d'une erreur de chronométrage de près de deux minutes et demie qui le dépossède provisoirement sa première place au profit de Röhrl ! Malgré les protestations de l’équipage, aucune correction n’est apportée dans l’immédiat. Christian Geistdörfer, le copilote de Röhrl, est d’ailleurs persuadé de l’erreur des organisateurs et l’équipage continue à se battre pour tenter de reprendre du terrain à la Lancia. Mais la journée du mardi n’apporte pas de changement significatif, hormis les abandons de Nicolas et de Salonen, tous deux sur casse mécanique. 
C'est donc officiellement Röhrl  qui rallie Saint-Marin en tête, avant que les organisateurs, le lendemain, ne reconnaissent leur erreur et n'annulent les résultats de la vingt-deuxième spéciale, rétablissant Toni à la première place avec une bonne minute d’avance sur la première Fiat. Troisième, Bettega a perdu un peu de temps à cause d’une légère sortie de piste et accuse près de quatre minutes de retard. Quatrième, Verini domine nettement le groupe 2 sur son Opel ; il devance la Talbot de Pond, qui n’a pas été épargné par les soucis mécaniques. Sans adversaire à sa mesure en tourisme de série, Presotto pointe son Escort à la septième place. Accablé par les problèmes et ayant concédé seize minutes de pénalisation routière, Alén ne figure qu’en neuvième position. Cette longue première étape a été fatale à une trentaine d'équipages.
| Pos. | Pilote          | Copilote              | Voiture              | Groupe | Temps           | Écart         |
| ---- | --------------- | --------------------- | -------------------- | ------ | --------------- | ------------- |
| 1    | 'Tony'          | Mauro Mannini         | Lancia Stratos HF    | 4      | 5 h 40 min 51 s |               |
| 2    | Walter Röhrl    | Christian Geistdörfer | Fiat 131 Abarth      | 4      | 5 h 41 min 54 s | + 1 min 03 s  |
| 3    | Attilio Bettega | Maurizio Perissinot   | Fiat 131 Abarth      | 4      | 5 h 44 min 39 s | + 3 min 48 s  |
| 4    | Maurizio Verini | 'Rudy'                | Opel Ascona SR       | 2      | 5 h 52 min 25 s | + 11 min 34 s |
| 5    | Tony Pond       | Ian Grindrod          | Talbot Sunbeam Lotus | 4      | 5 h 55 min 19 s | + 14 min 28 s |
| 6    | Dario Cerrato   | Luciano Guizzardi     | Opel Ascona SR       | 2      | 5 h 57 min 02 s | + 16 min 11 s |
| 7    | Angelo Presotto | Max Sghedoni          | Ford Escort RS2000   | 1      | 6 h 00 min 26 s | + 19 min 35 s |
| 8    | Per Eklund      | Hans Sylvan           | Triumph TR7 V8       | 4      | 6 h 04 min 05 s | + 23 min 14 s |
| 9    | Markku Alén     | Ilkka Kivimäki        | Fiat 131 Abarth      | 4      | 6 h 04 min 26 s | + 23 min 35 s |
| 10   | Simo Lampinen   | Fred Gallagher        | Triumph TR7 V8       | 4      | 6 h 09 min 29 s | + 28 min 38 s |

- Avant l'annulation de la 22e épreuve spéciale, le classement officiel à la fin de l'étape était :

1. Röhrl - Geistdörfer (Fiat) 5 h 54 min 39 s
2. 'Tony'- Mannini (Lancia) 5 h 55 min 41 s (+ 1 min 2 s)
3. Bettega - Perissinot (Fiat) 5 h 56 min 58 s (+ 2 min 19 s)

### Deuxième étape
Les trente-trois équipages rescapés reprennent la course le mercredi, pour une boucle diurne autour de Saint-Marin se déroulant exclusivement sur terre. Alén attaque d'emblée pour tenter de remonter au classement général et se montre systématiquement le plus rapide, jusqu'à ce qu'il soit de nouveau ralenti, cette fois par des problèmes de différentiel. Tony se montre rapide et constant et comble rapidement le handicap dû à l'erreur de chronométrage, reprenant officiellement le commandement de la course, tâche facilitée par les problèmes de différentiel qui commencent à affecter la Fiat de Röhrl. Au soir de cette deuxième étape, les organisateurs n'ont toujours pas corrigé leur erreur, créditant Tony d'une avance de quarante-cinq secondes sur Röhrl, alors que l'écart réel est proche des trois minutes. C'est désormais Pond et sa Talbot qui pointent à la quatrième place, Verini ayant dû renoncer, boîte de vitesses cassée, le pilote Opel laissant le commandement du groupe 2 à son coéquipier Dario Cerrato.
| Pos. | Pilote            | Copilote              | Voiture                   | Groupe | Temps           | Écart         |
| ---- | ----------------- | --------------------- | ------------------------- | ------ | --------------- | ------------- |
| 1    | 'Tony'            | Mauro Mannini         | Lancia Stratos HF         | 4      | 8 h 24 min 01 s |               |
| 2    | Walter Röhrl      | Christian Geistdörfer | Fiat 131 Abarth           | 4      | 8 h 26 min 51 s | + 2 min 50 s  |
| 3    | Attilio Bettega   | Maurizio Perissinot   | Fiat 131 Abarth           | 4      | 8 h 32 min 05 s | + 8 min 04 s  |
| 4    | Tony Pond         | Ian Grindrod          | Talbot Sunbeam Lotus      | 4      | 8 h 43 min 35 s | + 19 min 34 s |
| 5    | Dario Cerrato     | Luciano Guizzardi     | Opel Ascona SR            | 2      | 8 h 46 min 53 s | + 22 min 52 s |
| 6    | Angelo Presotto   | Max Sghedoni          | Ford Escort RS2000        | 1      | 8 h 51 min 18 s | + 27 min 17 s |
| 7    | Per Eklund        | Hans Sylvan           | Triumph TR7 V8            | 4      | 8 h 54 min 04 s | + 30 min 03 s |
| 8    | Markku Alén       | Ilkka Kivimäki        | Fiat 131 Abarth           | 4      | 8 h 57 min 40 s | + 33 min 39 s |
| 9    | Antonio Tognana   | Luciano Tedeschini    | Opel Kadett GT/E          | 1      | 9 h 05 min 03 s | + 41 min 02 s |
| 10   | Jean-Louis Dumont | Robert Rorife         | Vauxhall Chevette 2300 HS | 4      | 9 h 05 min 12 s | + 41 min 11 s |

- Avant l'annulation de la 22e épreuve spéciale, le classement officiel à la fin de la seconde étape était :

1. 'Tony'- Mannini (Lancia) 8 h 38 min 51 s
2. Röhrl - Geistdörfer (Fiat) 8 h 39 min 36 s (+ 45 s)
3. Bettega - Perissinot (Fiat) 8 h 44 min 23 s (+ 5 min 32 s)

### Troisième étape
Les concurrents repartent le jeudi pour une longue étape en direction de San Remo qu'ils doivent rallier le lendemain soir. Six des épreuves sur terre ayant été annulées, c'est principalement sur asphalte que se déroulent les opérations. Tony va progressivement conforter son avance sur Röhrl, ce dernier devant faire remplacer son différentiel, perdant de ce fait plus de cinq minutes. Le pilote allemand parviendra à réduire son retard le vendredi, mais à l'arrivée à Saint-Marin son retard s'élève à près de sept minutes, écart officiel cette fois, les organisateurs ayant enfin reconnu leur erreur et annulé les résultats de la 22e épreuve spéciale. Bettega détient toujours la troisième place, à onze minute de la Lancia de tête, une place ne pouvant plus lui échapper à la régulière, la Talbot de Pond, quatrième, étant à plus de dix minutes derrière lui. Cinquième, Cerrato est solidement installé en tête du groupe 2, tandis que Presotto, sixième au volant de son Escort de série, est talonné par Alén dont la Fiat se comporte désormais correctement.
| Pos. | Pilote          | Copilote              | Voiture              | Groupe | Temps            | Écart             |
| ---- | --------------- | --------------------- | -------------------- | ------ | ---------------- | ----------------- |
| 1    | 'Tony'          | Mauro Mannini         | Lancia Stratos HF    | 4      | 10 h 04 min 03 s |                   |
| 2    | Walter Röhrl    | Christian Geistdörfer | Fiat 131 Abarth      | 4      | 10 h 10 min 56 s | + 6 min 53 s      |
| 3    | Attilio Bettega | Maurizio Perissinot   | Fiat 131 Abarth      | 4      | 10 h 15 min 12 s | + 11 min 09 s     |
| 4    | Tony Pond       | Ian Grindrod          | Talbot Sunbeam Lotus | 4      | 10 h 26 min 44 s | + 22 min 41 s     |
| 5    | Dario Cerrato   | Luciano Guizzardi     | Opel Ascona SR       | 2      | 10 h 30 min 54 s | + 26 min 51 s     |
| 6    | Angelo Presotto | Max Sghedoni          | Ford Escort RS2000   | 1      | 10 h 38 min 37 s | + 34 min 34 s     |
| 7    | Markku Alén     | Ilkka Kivimäki        | Fiat 131 Abarth      | 4      | 10 h 38 min 57 s | + 34 min 54 s     |
| 8    | Antonio Tognana | Luciano Tedeschini    | Opel Kadett GT/E     | 1      | 10 h 54 min 22 s | + 50 min 19 s     |
| 9    | 'Nico'          | Giorgio Barban        | Lancia Stratos HF    | 4      | 11 h 13 min 29 s | + 1 h 09 min 26 s |
| 10   | Paolo Pasutti   | Rinaldo Danelutti     | Porsche Carrera RS   | 3      | 11 h 17 min 37 s | + 1 h 13 min 34 s |

### Quatrième étape
La dernière étape consiste en une boucle nocturne en Ligurie, exclusivement sur asphalte. Röhrl va tenter le tout pour le tout, attaquant à outrance dans chacun des secteurs, se montrant de loin le plus rapide. Il ne peut cependant inquiéter Tony, qui gère parfaitement son avance, ne concédant que deux minutes et demie sur les sept dont il dispose. Le pilote italien remporte sa première grande victoire, devant les deux Fiat de Röhrl et Bettega. Quatrième, Pond donne ses premiers points à la nouvelle Talbot Lotus, tandis qu'Alén ne peut remonter plus haut que la sixième place, intercalé entre l'Opel de Cerrato, vainqueur du groupe 2 et la Ford Escort de Presotto, premier des voitures de série. La Datsun de Salonen ayant abandonné en début d'épreuve, Ford, bien qu'officiellement absent en Italie, est désormais assuré de remporter le titre constructeurs.

### Classement général

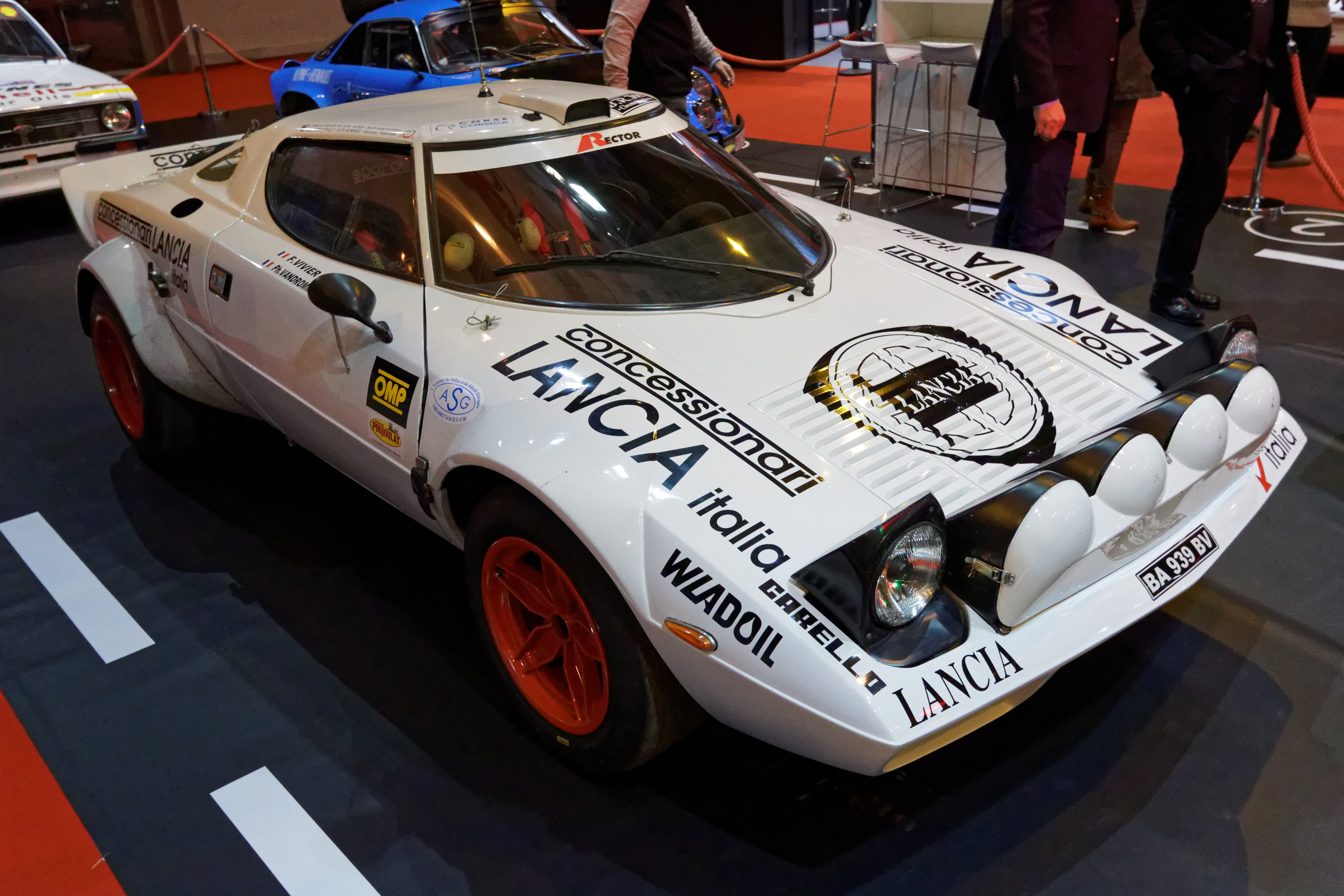
Deuxième victoire d'une Lancia Stratos privée cette saison.

| Pos | No | Pilote          | Copilote              | Voiture              | Temps            | Écart             | Groupe |
| --- | -- | --------------- | --------------------- | -------------------- | ---------------- | ----------------- | ------ |
| 1   | 2  | 'Tony'          | Mauro Mannini         | Lancia Stratos HF    | 12 h 37 min 17 s |                   | 4      |
| 2   | 6  | Walter Röhrl    | Christian Geistdörfer | Fiat 131 Abarth      | 12 h 41 min 31 s | + 4 min 14 s      | 4      |
| 3   | 12 | Attilio Bettega | Maurizio Perissinot   | Fiat 131 Abarth      | 12 h 55 min 59 s | + 18 min 42 s     | 4      |
| 4   | 11 | Tony Pond       | Ian Grindrod          | Talbot Sunbeam Lotus | 13 h 05 min 22 s | + 28 min 05 s     | 4      |
| 5   | 18 | Dario Cerrato   | Luciano Guizzardi     | Opel Ascona SR       | 13 h 11 min 15 s | + 33 min 58 s     | 2      |
| 6   | 1  | Markku Alén     | Ilkka Kivimäki        | Fiat 131 Abarth      | 13 h 18 min 00 s | + 40 min 43 s     | 4      |
| 7   | 20 | Angelo Presotto | Max Sghedoni          | Ford Escort RS2000   | 13 h 26 min 14 s | + 48 min 57 s     | 1      |
| 8   | 21 | Antonio Tognana | Luciano Tedeschini    | Opel Kadett GT/E     | 13 h 46 min 38 s | + 1 h 09 min 21 s | 1      |
| 9   | 23 | 'Nico'          | Giorgio Barban        | Lancia Stratos HF    | 14 h 06 min 56 s | + 1 h 29 min 39 s | 4      |
| 10  | 26 | Paolo Pasutti   | Rinaldo Danelutti     | Porsche Carrera RS   | 14 h 14 min 25 s | + 1 h 37 min 08 s | 3      |

### Hommes de tête
- ES1 :  Fabrizio Tabaton -  Marco Genovesi (Lancia Stratos HF)
- ES2 à ES74 :  'Tony' -  Mauro Mannini (Lancia Stratos HF)

À la suite d'une erreur de chronométrage sur le temps réalisé par 'Tony' dans l'ES22, les classements officiels ont fait apparaître l'équipage Röhrl  - Geistdörfer (Fiat 131 Abarth) en tête de la course, jusqu'à l'ES42, au début de la deuxième étape.

### Vainqueurs d'épreuves spéciales
- Walter Röhrl -  Christian Geistdörfer (Fiat 131 Abarth) : 27 spéciales (ES 5, 6, 8, 25 à 27, 29 à 32, 39, 45, 49, 50, 59 à 62, 66 à 74)
- 'Tony' -  Mauro Mannini (Lancia Stratos HF) : 24 spéciales (ES 2 à 5, 7, 9 à 17, 21, 33, 46 à 48, 51, 59, 63 à 65)
- Markku Alén -  Ilkka Kivimäki (Fiat 131 Abarth) : 17 spéciales (ES 7, 18 à 20, 23, 24, 27, 34, 35, 37, 38, 40 à 44, 58)
- Attilio Bettega -  Maurizio Perissinot (Fiat 131 Abarth) : 2 spéciales (ES 7, 28)
- Tony Pond -  Ian Grindrod (Talbot Sunbeam Lotus) : 2 spéciales (ES 5, 29)
- Fabrizio Tabaton -  Marco Genovesi (Lancia Stratos HF) : 1 spéciale (ES 1)
- Per Eklund -  Hans Sylvan (Triumph TR7 V8) : 1 spéciale (ES 37)

- Timo Salonen -  Seppo Harjanne (Datsun 160J PA10) ont remporté une spéciale (ES 22) annulée par la suite

## Résultats des principaux engagés
| No | Pilote              | Copilote              | Voiture                   | Groupe | Classement général                             | Class. groupe |
| -- | ------------------- | --------------------- | ------------------------- | ------ | ---------------------------------------------- | ------------- |
| 1  | Markku Alén         | Ilkka Kivimäki        | Fiat 131 Abarth           | 4      | 6e à 40 min 43 s                               | 5e            |
| 2  | 'Tony'              | Mauro Mannini         | Lancia Stratos HF         | 4      | 1er                                            | 1er           |
| 3  | Björn Waldegård     | Hans Thorszelius      | Ford Escort RS1800        | 4      | Forfait                                        |               |
| 4  | Jean-Pierre Nicolas | Jean Todt             | Talbot Sunbeam Lotus      | 4      | ab. dans la 26e spéciale (distribution)        | -             |
| 5  | Simo Lampinen       | Fred Gallagher        | Triumph TR7 V8            | 4      | ab. après la 48e spéciale (suspension arrière) | -             |
| 6  | Walter Röhrl        | Christian Geistdörfer | Fiat 131 Abarth           | 4      | 2e à 4 min 14 s                                | 2e            |
| 7  | Maurizio Verini     | 'Rudy'                | Opel Ascona SR            | 2      | ab. dans la 48e spéciale (boîte de vitesses)   | -             |
| 8  | Hannu Mikkola       | Arne Hertz            | Ford Escort RS1800        | 4      | Forfait                                        |               |
| 9  | Timo Salonen        | Seppo Harjanne        | Datsun 160J PA10          | 2      | ab. dans la 30e spéciale (soupape)             | -             |
| 10 | Per Eklund          | Hans Sylvan           | Triumph TR7 V8            | 4      | ab. dans la 58e spéciale (fuite d'huile)       | -             |
| 11 | Tony Pond           | Ian Grindrod          | Talbot Sunbeam Lotus      | 4      | 4e à 28 min 05 s                               | 4e            |
| 12 | Attilio Bettega     | Maurizio Perissinot   | Fiat 131 Abarth           | 4      | 3e à 18 min 42 s                               | 3e            |
| 14 | Jean-Louis Dumont   | Robert Rorife         | Vauxhall Chevette 2300 HS | 4      | ab. dans la 64e spéciale (pont arrière)        | -             |
| 15 | Adartico Vudafieri  | Mario Mannucci        | Fiat 131 Abarth           | 4      | ab. dans la 16e spéciale (sortie de route)     | -             |
| 16 | Fabrizio Tabaton    | Marco Genovesi        | Lancia Stratos HF         | 4      | ab. dans la 3e spéciale (sortie de route)      | -             |
| 18 | Dario Cerrato       | Luciano Guizzardi     | Opel Ascona SR            | 2      | 5e à 33 min 58 s                               | 1er           |
| 19 | Vanni Fusaro        | Mirko Perissutti      | Fiat Ritmo                | 2      | 12e à 2 h 08 min 03 s                          | 2e            |
| 20 | Angelo Presotto     | Max Sghedoni          | Ford Escort RS2000        | 1      | 7e à 48 min 57 s                               | 1er           |
| 21 | Antonio Tognana     | Luciano Tedeschini    | Opel Kadett GT/E          | 1      | 8e à 1 h 09 min 21 s                           | 2e            |
| 23 | 'Nico'              | Giorgio Barban        | Lancia Stratos HF         | 4      | 9e à 1 h 29 min 39 s                           | 6e            |
| 26 | Paolo Pasutti       | Rinaldo Danelutti     | Porsche Carrera RS        | 3      | 10e à 1 h 37 min 08 s                          | 1er           |

## Classements des championnats à l'issue de la course

### Constructeurs
- attribution des points : 10, 9, 8, 7, 6, 5, 4, 3, 2, 1 respectivement aux dix premières marques de chaque épreuve, additionnés de 8, 7, 6, 5, 4, 3, 2, 1 respectivement aux huit premières de chaque groupe (seule la voiture la mieux classée de chaque constructeur marque des points). Les points de groupe ne sont attribués qu'aux concurrents ayant terminé dans les dix premiers au classement général.
- seuls les sept meilleurs résultats (sur douze épreuves) sont retenus pour le décompte final des points. Ford doit donc décompter les douze points acquis au Sanremo.

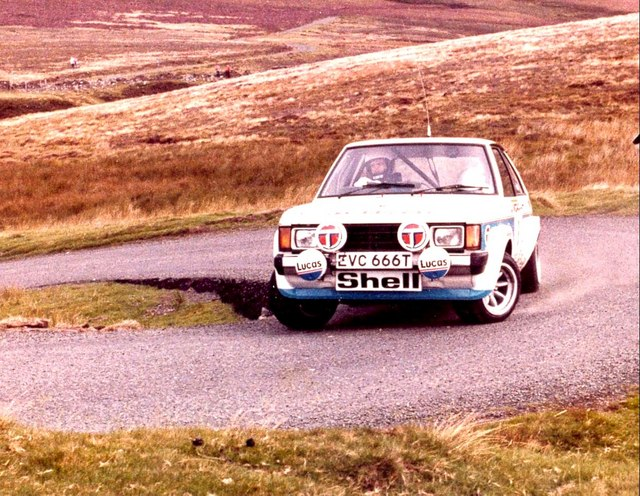
Quatrième sur la Sunbeam Lotus, Tony Pond (vu ici au volant de cette même voiture lors du rallye de l'Ile de Man 1979) donne à Talbot ses premiers points.

| Pos. | Marque        | Points    | M-C  | SUE  | POR  | SAF  | ACR  | NZL  | FIN  | QUE  | SAN   | COR | RAC | BAN |
| ---- | ------------- | --------- | ---- | ---- | ---- | ---- | ---- | ---- | ---- | ---- | ----- | --- | --- | --- |
| 1    | Ford          | 120 (132) | 9+7  | 9+7  | 10+8 | -    | 10+8 | 10+8 | 9+7  | 10+8 | (4+8) |     |     |     |
| 2    | Datsun        | 94        | -    | 2+6  | 7+7  | 10+8 | 9+8  | 1+5  | 6+8  | 9+8  | -     |     |     |     |
| 3    | Fiat          | 75        | 8+6  | 7+5  | -    | 8+7  | -    | -    | 10+8 | -    | 9+7   |     |     |     |
| 4    | Toyota        | 38        | -    | -    | 8+8  | -    | -    | -    | 4+6  | 6+6  | -     |     |     |     |
| 5    | Lancia        | 36        | 10+8 | -    | -    | -    | -    | -    | -    | -    | 10+8  |     |     |     |
| 5=   | Opel          | 36        | -    | 5+8  | 3+6  | -    | -    | -    | -    | -    | 6+8   |     |     |     |
| 7    | Vauxhall      | 24        | -    | 8+6  | -    | -    | -    | 6+4  | -    | -    | -     |     |     |     |
| 7=   | Renault       | 24        | 3+8  | -    | -    | -    | 7+6  | -    | -    | -    | -     |     |     |     |
| 9    | Saab          | 18        | -    | 10+8 | -    | -    | -    | -    | -    | -    | -     |     |     |     |
| 10   | Mercedes-Benz | 17        | -    | -    | -    | 9+8  | -    | -    | -    | -    | -     |     |     |     |
| 10=  | Porsche       | 17        | 5+3  | -    | -    | -    | -    | -    | -    | -    | 1+8   |     |     |     |
| 12   | Mitsubishi    | 13        | -    | -    | -    | -    | -    | -    | -    | 5+8  | -     |     |     |     |
| 13   | Talbot        | 12        | -    | -    | -    | -    | -    | -    | -    | -    | 7+5   |     |     |     |
| 14   | Audi          | 11        | -    | -    | 5+6  | -    | -    | -    | -    | -    | -     |     |     |     |
| 15   | Mazda         | 10        | -    | -    | -    | -    | -    | 3+7  | -    | -    | -     |     |     |     |
| 16   | Peugeot       | 8         | -    | -    | -    | -    | -    | -    | -    | 3+5  | -     |     |     |     |
| 17   | Triumph       | 7         | -    | -    | -    | -    | -    | -    | 3+4  | -    | -     |     |     |     |
| 18   | Škoda         | 6         | -    | -    | -    | -    | 3+3  | -    | -    | -    | -     |     |     |     |
| 18=  | Volvo         | 6         | -    | 1+5  | -    | -    | -    | -    | -    | -    | -     |     |     |     |
| 20   | Lada          | 4         | -    | -    | -    | -    | 2+2  | -    | -    | -    | -     |     |     |     |

### Pilotes
- attribution des points : 20, 15, 12, 10, 8, 6, 4, 3, 2, 1 respectivement aux dix premiers de chaque épreuve.
- seuls les sept meilleurs résultats (sur douze épreuves) sont retenus pour le décompte final des points.

| Pos. | Pilote              | Marque               | Points | M-C | SUE | POR | SAF | ACR | NZL | FIN | QUE | SAN | COR | RAC | BAN |
| ---- | ------------------- | -------------------- | ------ | --- | --- | --- | --- | --- | --- | --- | --- | --- | --- | --- | --- |
| 1    | Björn Waldegård     | Ford, Mercedes-Benz¹ | 103    | 15  | 15  | 15  | 6¹  | 20  | -   | 12  | 20  | -   |     |     |     |
| 2    | Hannu Mikkola       | Ford, Mercedes-Benz¹ | 71     | 8   | 8   | 20  | 15¹ | -   | 20  | -   | -   | -   |     |     |     |
| 3    | Markku Alén         | Fiat                 | 60     | 12  | 10  | -   | 12  | -   | -   | 20  | -   | 6   |     |     |     |
| 4    | Ari Vatanen         | Ford                 | 40     | 1   | -   | -   | -   | -   | 12  | 15  | 12  | -   |     |     |     |
| 5    | Timo Salonen        | Datsun               | 38     | -   | -   | -   | -   | 15  | -   | 8   | 15  | -   |     |     |     |
| 6    | Bernard Darniche    | Lancia               | 20     | 20  | -   | -   | -   | -   | -   | -   | -   | -   |     |     |     |
| 6=   | Stig Blomqvist      | Saab                 | 20     | -   | 20  | -   | -   | -   | -   | -   | -   | -   |     |     |     |
| 6=   | Shekhar Mehta       | Datsun               | 20     | -   | -   | -   | 20  | -   | -   | -   | -   | -   |     |     |     |
| 6=   | 'Tony'              | Lancia               | 20     | -   | -   | -   | -   | -   | -   | -   | -   | 20  |     |     |     |
| 6=   | Andy Dawson         | Datsun               | 20     | -   | -   | 10  | -   | -   | -   | -   | 10  | -   |     |     |     |
| 11   | Walter Röhrl        | Fiat                 | 18     | -   | -   | -   | 3   | -   | -   | -   | -   | 15  |     |     |     |
| 12   | Blair Robson        | Ford                 | 15     | -   | -   | -   | -   | -   | 15  | -   | -   | -   |     |     |     |
| 13   | Harry Källström     | Datsun               | 14     | -   | -   | -   | 2   | 12  | -   | -   | -   | -   |     |     |     |
| 14   | Pentti Airikkala    | Vauxhall             | 12     | -   | 12  | -   | -   | -   | -   | -   | -   | -   |     |     |     |
| 14=  | Ove Andersson       | Toyota               | 12     | -   | -   | 12  | -   | -   | -   | -   | -   | -   |     |     |     |
| 14=  | Attilio Bettega     | Fiat                 | 12     | -   | -   | -   | -   | -   | -   | -   | -   | 12  |     |     |     |
| 17   | Jean-Claude Andruet | Fiat                 | 10     | 10  | -   | -   | -   | -   | -   | -   | -   | -   |     |     |     |
| 17=  | Andrew Cowan        | Mercedes-Benz        | 10     | -   | -   | -   | 10  | -   | -   | -   | -   | -   |     |     |     |
| 17=  | Jean Ragnotti       | Renault              | 10     | -   | -   | -   | -   | 10  | -   | -   | -   | -   |     |     |     |
| 17=  | Paul Adams          | Ford                 | 10     | -   | -   | -   | -   | -   | 10  | -   | -   | -   |     |     |     |
| 17=  | Ulf Grönholm        | Fiat                 | 10     | -   | -   | -   | -   | -   | -   | 10  | -   | -   |     |     |     |
| 17=  | Tony Pond           | Talbot               | 10     | -   | -   | -   | -   | -   | -   | -   | -   | 10  |     |     |     |